# SN 2009al
SN 2009al – supernowa typu Ia odkryta 26 lutego 2009 roku w galaktyce NGC 3425. W momencie odkrycia miała maksymalną jasność 16,80m.